# 夜桜さんちの大作戦
『夜桜さんちの大作戦』（よざくらさんちのだいさくせん、英語: Mission: Yozakura family）は、権平ひつじによる日本の漫画。『週刊少年ジャンプ』（集英社）において、2019年39号から2025年8号まで連載された。2025年1月時点でシリーズ累計発行部数は330万部を突破している。
メディアミックスとして、テレビアニメが製作されている。

## あらすじ
高校生である朝野太陽は、幼少期に家族を失ったショックから幼馴染の夜桜六美以外の他人と関わることを避けていた。ある日、ひょんなことから六美がスパイ一家・夜桜家の10代目当主である事実を知らされる。太陽は六美と結婚して夜桜家の一員となり、六美を狙う敵から六美を守るために奮闘し、自らも成長していく。

## 登場人物
担当声優は特記がない限り、テレビアニメ版での配役。

### 夜桜家
プロフィールは第5巻186・187ページ『夜桜兄妹プロフィール!!』より。
ランキングは作中に登場する雑誌「スパイデー」「月刊スパイ」内のものに基づく。
朝野 太陽（あさの たいよう）→ 夜桜 太陽（よざくら たいよう）
声 - 川島零士（テレビアニメ・ボイスコミック） / 花江夏樹（ボイスドラマ）
本作の主人公。金級スパイ（22歳時点）。9月15日生まれ。16歳の高2で2年C組在籍。身長170cm。血液はA型。アホ毛があり、左目に事故の際に付いた傷が残っている。
14歳の時の交通事故で両親と弟を失った過去があり、その過去のトラウマにより六美を除く他人と話せなくなっていた。しかし、六美の兄の凶一郎に目を付けられたのを切っ掛けに六美と結婚（事実婚）を実行、夜桜家の一員となった。
以降、夜桜家の客間を借りて生活しており、夜桜家との交流を通して、スパイとしてのスキルを徐々に開花させていき、自らも「他人と会話出来るようになるなどの人間としての成長」「スパイとしての能力の覚醒→開花→万花繚乱」といった順に成長を遂げていく。
第34話で銅級スパイとなり、第46話では百により致命傷を負うが、第47話で六美から血を分け与えられたことで蘇生。驚異的な動体視力と身体能力も手に入れた。
第64話で万との特訓中に“開花”「硬化」に覚醒。皮下（川下）との決戦では“開花”「再生」に手こずるも、最後は夜桜家の助けもあって拘束に成功した。しかしその際、皮下がつぼみと接触していたことを知ったことで苦悩するようになる。更に第89話で、夢の中でつぼみの良心から、つぼみを倒せる方法を皮下が知っていること、尋問を行うには銀スパイの免許が必要であることを知らされ、銀スパイ昇格試験に挑むことを決意。
銀スパイ昇格試験では辛三・二刃・凶一郎に対して受験者として向き合い、銀スパイとなる。更に最終試験中に、皮下との決戦の際に図らずしもつぼみの血を取り込んでいたことから、“万花繚乱”にも覚醒した。
開花によって、百に攻撃が通用する。
第170話では5年の月日が流れ22歳となっており、六美との間に子供ができている。また、この時点で金級スパイとなっている。

夜桜 六美（よざくら むつみ）
声 - 本渡楓（テレビアニメ・ボイスドラマ） / 岩橋由佳（ボイスコミック）
本作のヒロイン。6月6日生まれ。太陽の幼馴染にして同級生でもある少女。2年C組在籍で、出席番号は16番。スパイ一家・夜桜家の第六子（三女）にして、10代目当主でもある。身長163cm。血液はA型。長髪の左にある白い髪は、幼少期の事故のストレスによるものである。ただし歌は苦手で、ある程度の護身術は身に着けているものの戦闘能力は皆無。
太陽とは小学生の頃からの付き合いで、両親を失い落ち込む太陽を何かと気に掛けていた。長兄である凶一郎の異常なシスコンぶりには頭を痛めており、太陽が凶一郎に目を付けられたのがきっかけで、二刃の提案で太陽と結婚（事実婚）した。その後は高校でおしどり夫婦と呼ばれるほど、太陽と仲良く暮らしている。
第170話では5年の月日が流れ22歳となっており、太陽との間に子供が生まれ、2児の母となっている。

夜桜 あるふぁ（よざくら あるふぁ）
第170話から登場。
太陽と六美の子供。4歳。ひふみの双子の弟。頭がいい。
武器は、凶一郎にもらった「αウォッチ」。普段はひふみの行き過ぎた愛に疲れている。

夜桜 ひふみ（よざくら ひふみ）
第170話から登場。
太陽と六美の子供。4歳。あるふぁの双子の姉。
あるふぁが大好きで、あるふぁ館というあるふぁの写真だらけの部屋があり、時より凶一郎の愛の行き過ぎた発言に共感していることもある。
武器は、凶一郎からもらった「ひふみよーよー」。

夜桜 凶一郎（よざくら きょういちろう）
声 - 小西克幸（テレビアニメ・ボイスドラマ） / 比上孝浩（ボイスコミック）
夜桜家の第一子（長男）。金級スパイ。1月1日生まれ。21歳。身長185cm。血液型A型。太陽や六美の通う学校では教頭先生の「昼川 凶一郎（ひるかわ きょういちろう）」という名で通し、若くして教頭になった優秀な人として知られている。現在、この設定はあやふやになっており、作品内で七悪にメタとして扱われている。
第一子ということもあって、戦闘力・知力共に夜桜家で最も優秀な逸材。「女性スパイが選ぶ狙われてみたい男ランキング」にて不動の1位をとるなど人気が高いと同時に、他のスパイ関係者からは蛇蝎のごとく嫌われている。
普段は常に笑みを絶やさない好青年だが、常軌を逸したシスコンで、六美を溺愛し六美に近づくものは全て敵だと考えている。これは、過去に六美が事件に巻き込まれて守れなかった自責の念（トラウマ）によるものである。しかしその度を超えたシスコンから、当の六美には気味悪がられている上に極力避けられており、嫌五から毛嫌いされるなど、長女・二刃をはじめとする他の兄弟達から問題人物として扱われている。また学生時代は生徒会長であったが、支持率は0％であだ名は「ゴミ」・「クズ」・「カス」であった。小さな子供に弱く、幼児化した太陽の可愛さと普段の敵意から頭がショートしたり、アイへのプレゼントを選ぶ際に厳選し過ぎて疲労困憊になるなど、普段は異なる一面を見せることもある。
太陽に対しては六美の幼馴染ということもあり見逃していたが、「六美を長年近くで狙う奴がいる」という情報が入って以来、強い不信感と恨みを抱いている。その一方で、太陽にスパイとしての心得を説くなど、先輩スパイとしての一面を見せることもある。つまり、何だかんだと言いながらも太陽と六美の2人を「夫婦」と認め、2人を守る意思は本物である。
「鋼蜘蛛」と呼ばれる鋭利な鋼線を自在に操り、戦闘や敵対者への拷問、太陽へのお仕置きに活用している。なお、蜘蛛に因んだ武器を持つにも関わらず、蜘蛛が苦手。
太陽の銀スパイ昇格試験では最終試験を担当。太陽が銀スパイとなる真の目的を見抜いており、そのことで太陽を動揺させるが、それによって太陽が自身が座っている椅子を奪おうとする暴挙に出たため、交戦。「女神の巣」（あらくね）で太陽の攻撃を凌ぎ、勝負あったと思われたが土壇場で太陽が「万花繚乱」に覚醒し、「女神の巣」に少し傷を入れられたことで太陽の覚悟を改めて実感。紅茶が尽きたこともあり、太陽の試験合格を認めた。
その後、単独で百や歴代当主と対峙し全員倒したものの、その際につぼみの血による毒に感染したため、太陽達の前で一時消息不明となったが太陽の万花繚乱により解毒された。
同じ権平の漫画でもある『ポロの留学記』にも、別人ではあるが鬼村凶一郎といった人物が登場している。
開花は「無」。彼の血を吸った鋼蜘蛛が地面に落ちると徐々にその糸が広がり、それに触れたものは分け隔てなく無に還った。（つまり消滅する）
なお「女神の巣」のみ、この開花を無効化することが可能。
第175話以降は帝桜学園の校長となっている。
六美の子供なので、あるふぁとひふみのことも大好き。ひふみの愛の行き過ぎた発言には共感していることもある。
しかし、たまに2人には引かれることもある。

夜桜 二刃（よざくら ふたば）
声 - 鬼頭明里 / 丸山美紀（ボイスコミック） / 田村ゆかり（ボイスドラマ）
夜桜家の第二子（長女）。金級スパイ。2月2日生まれ。20歳で身長134cmと、年齢の割にかなり小柄で童顔である。血液はAB型。
長兄・凶一郎に対しても高圧的な態度を取る勝ち気な性格の持ち主。普段は大人びた性格だが、根は良心と優しさを併せ持つ。偶然夜桜家の秘密を知った太陽に、凶一郎を正気に戻すという目的も兼ねて六美と結婚することを提案する。
銀髪を縦ロールにしたツインテールで、純白のゴスロリファッションに身を包んでおり（本人曰く「戦闘服」）、夜桜式柔術「しだれ組手」の使い手。そのため格闘戦を得意としており、凶一郎が相手でも組んだ状態なら勝率は100%の実力者だが、誰かを守りながらではイマイチ実力が発揮できない。彼女曰く、3歳で訓練を始め6歳で初任務だったとのこと。8歳の時に凶一郎より先に銀級スパイ試験を受けている。実は怖いものが大の苦手。（ゾンビなどの力で倒せる化物はある程度平気だが、幽霊や呪いといった合気が効かない類が苦手で、お化け屋敷を全壊させたこともある）
自室は元々あった武道場を辛三により改築したものを使用している。
開花は「包容」。開花時はあらゆる攻撃を包容し､無効化する｡
太陽の銀スパイ昇格試験では二次試験を担当。突破した太陽達を労い、三次試験の会場（地下）に移動させた。

夜桜 辛三（よざくら しんぞう）
声 - 興津和幸 / 荒木命（ボイスコミック） / 福島潤（ボイスドラマ）
夜桜家の第三子（次男）。金級スパイ。3月3日生まれ。19歳。身長193cm。血液はO型。
筋骨隆々の大柄な緑髪の青年で、武器のエキスパート。妹の四怨にもなめられるほどの臆病な性格であり、初期はいつもゴミ箱戦車「3号」の中に入っていた。
幼い頃より武器と一心同体で、眠る時もマグナム弾のおしゃぶりを使っていた。10歳の頃はライフル、現在（19歳）に至っては手作りの銃弾100%の枕を使わないと眠れない。自室も武器庫と繋がっている。
銃の装弾数や弾薬の直径を数えたり、「桃太郎」の話を聞かせると落ち着く。武器と同じくらい慣れ親しんだ物（例としてはフォークなど）なら全て強力な武器にする程の凄腕だが、それよりも大事なものが人質に取られるとあっさり手放してしまう。
丸腰だとヘタレなのは相変わらずだが、少しずつ慣れていこうとしている。反面、家族想いで六美や太陽、そして他の家族のことも非常に大切に思っている。その反面、怒らせると非常に怖く、怒られた太陽・嫌五・七悪の3人から数日間警戒されるほどである。
ノウメンとの戦いでは太陽と連携し、専用武器「春雷」を用いて勝利した。
武器などの怖いものには対応できるが、家族などの大切なものには開花で対抗することができない。“開花”時には鬱金を使い、全てを破壊する｡
太陽の銀スパイ昇格試験では一次試験を担当。初めは太陽が戦うことに躊躇っていたこともあり圧倒していたが、太陽が躊躇を捨ててからは互角の争いを繰り広げる。太陽が宇佐を初めとした他の参加者との連携を仕掛けても引けを取らなかったが、自身の技を受け止めて来たときに、「太陽が自身の技で無事でいられるのか」と動揺してしまい、その隙をつかれて一次試験を突破された。

夜桜 四怨（よざくら しおん）
声 - 悠木碧 / 長谷川りく（ボイスコミック） / Lynn（ボイスドラマ）
夜桜家の第四子（次女）。銀級スパイ。4月4日生まれ。18歳。身長172cm。血液型AB型。
ピンクがかった紫色のショートボブヘアーで気だるそうな雰囲気の女性でかなり男勝りの性格。ゲーマー感覚での戦闘が特徴（ゲーム内で主に登場するキャラは自分や太陽にそっくりの主人公と凶一郎にそっくりの敵キャラ）で、ハッキングを得意とするなど、機械にも強い。また多数のドローンを使用する。
仕事のスタイルは任務対象のシステムをハッキングし、ゲームに変換する。スパイ界では「パソコンの大先生」と呼ばれているが、本人はこのあだ名を気に入っておらず、つけた人物を恨んでいる。
“開花”時は自身の脳内での情報の並列処理が可能となり、脳と自作のスマホを繋ぎ通常時よりも膨大なハッキングが可能。本人曰く、「ちょっとしたスパコン」らしい。

夜桜 嫌五（よざくら けんご）
声 - 松岡禎丞 / 大谷龍生（ボイスコミック） / 櫻井孝宏（ボイスドラマ）
夜桜家の第五子（三男）。銀級スパイ。5月5日生まれ。17歳。身長166cm。血液型B型。
猫耳フードを着用しており、目は山吹色の前髪で隠れていて頬に肉球のマークをつけている。“開花”時以外は瞳を見せることはない。
極めてマイペースで掴み所のない性格で、任務でも楽しいことしかやらないと決めている根っからの自由人。
変装を得意としており、戦闘の際に全てのスパイを自分の顔に変装させ、自滅させたこともある。
兄妹の中でも長兄である凶一郎を特に毛嫌いしているため、太陽を誘って任務を行う際には凶一郎に引き止められるも、六美に変装して罵詈雑言を浴びせ彼を沈ませている。
月刊スパイの「あざとかっこかわいいスパイランキング」「瞳にドキッとするスパイランキング」の2つで3年連続1位と、スパイ業界でもかなりの女性ファンが存在する。だが「ナルシストスパイランキング」では5年連続1位をとっている。
“開花”時は、相手と“共感”することによって相手の情報や記憶まで知ることができる。（その際は瞳が相手と同じになる）

夜桜 七悪（よざくら ななお）
声 - 内山夕実 / 齋田華帆（ボイスコミック） / 藤井ゆきよ（ボイスドラマ）
夜桜家の第七子（末男）。銀級スパイ。7月7日生まれ。15歳。血液型O型。兄弟で一番の巨体（3メートル）で、常に顔が書かれた水色のバケツで素顔を隠しているのが特徴。
性格は大人しいが、トラックを軽々持ち上げるほどの怪力の持ち主であると同時に、あらゆる毒に適応し、細胞層が厚く肉体強化もできる強力な免疫の持ち主で、その特性を利用して体内で有機カプセル薬などの合成も可能。医術や薬学を得意とする。本来の姿はオッドアイの小柄（130cm）な少年だが、「本来の姿を維持するのはきつい」そうで、普段は体内の成分が安定しやすい上述の巨漢姿に扮している。太陽達と同じ学校の1年生であるため、少年の姿で登校している。
開花は「適応」で、毒や環境を自身の体によって最適化することができる。ミズキとの決戦においては、彼の毒ガスを“開花“によって最適化した。
自室は地下4階分の研究室になっている。

ゴリアテ
声 - 松岡禎丞 / 長門三照（ボイスコミック）
夜桜家で飼われている黒い犬。1月17日生まれ。
代々夜桜家に仕えるべく品種改良を重ねられた「大神犬」と呼ばれる特殊な犬種で、六美の高祖母の代から仕えてきたとされる極めて長い寿命と、体長を8cm - 30mまで自在に変動させられる能力、夜桜家に仇成すものを片っ端から排除する忠誠心と凶暴性を持つ。自室の他に物置用の小屋も敷地内に数個あるほか、パソコンや通信機・屋敷直通の抜け穴を備えた犬小屋（自分で作った）もある。

夜桜 百（よざくら もも）
声 - 山寺宏一
夜桜家の父。いつも黒い帽子と丸眼鏡を着けている。死んだと思われていたが実は生存しており、タンポポと協力し太陽を六美を守れる強い夫にしようと願っている。家族に歪んだ愛を持つ。
実は夜桜つぼみの息子で、心臓のみとなった零を復活させるために常人に僅かにあるソメイニンを回収すべく大量殺戮を行っていた。
開花は「夢」。敵に対して夢を見せることでその人の心を洗脳し、自分の意のままに操ることが可能。この夢を打ち破れるのは、凶一郎のみである。
何も攻撃が効かないが、太陽の開花「硬化」のみ攻撃が通ることが判明した。
その後、旦という男に連れ去られ現在は意思疎通ができない状態となっている。

夜桜 零（よざくら れい）
声 - 日髙のり子
夜桜家の母で、夜桜家9代目当主。シスコンな凶一郎には非常に手を焼いていたが、子供達に対する愛情は本物。タンポポに暗殺された。死後タンポポに遺体を冷凍保存された状態で保管されていた。タンポポ壊滅後、遺体は夜桜家に埋葬されたが心臓は百が復活させるために保管している。現在は、旦という男に持ち去られ百と同じく保管されている。

夜桜 万（よざくら ばん）
声 - 井上和彦
夜桜家の祖父であり、夜桜零の父。伝説の「潜り屋」で、どこでも侵入や脱出ができる。普段は裏社会の情報収集の任務で刑務所に常駐している。しかし女にモテるためなら裏社会の情報を喋る「歩く情報漏洩」と言われている。実力は凶一郎の鋼蜘蛛をいとも簡単にすり抜けるほど。妻の京子に出会うまでは太陽と同じく身寄りもおらず、誰にも心を開いていなかったが、京子と出会ってから考えを改めるようになった｡

夜桜 京子（よざくら けいこ）
声 - 山田栄子
夜桜家の祖母であり、夜桜零の母。また8代目夜桜当主であり、万の妻でもある。高級クラブのオーナーママとして各国首脳をはじめとする様々な分野の著名人・実力者に太いパイプを持つ肝の座った女傑。

旦（あさ）
つぼみの父親で、夜桜家の創始者。自らの存在を隠し、必要に応じて川下や百などの人を送り込んでつぼみを管理していたが、零と百に反乱を起こされ表舞台に現れた。

### 歴代夜桜当主
いずれも初代当主・夜桜つぼみの血によって復活している。また凶一郎が単独で百と対峙した際に後述の二ノ前御前、五輪太夫以外の4人の当主も登場しているが、いずれも凶一郎の黒糸によって撃退された。その際につぼみの血による感染型の毒をまき散らし、凶一郎を感染させている。
二ノ前御前（にのまえごぜん）
夜桜家2代目当主。旧夜桜邸「二ノ前屋敷」にて太陽たちと対峙した。しだれ組手の開祖でもあり、二刃とは互角の勝負を繰り広げた。
五輪太夫（いつわだゆう）
夜桜家5代目当主。夜桜製糸場の管理人で、生前は自社繊維を使ったブランドショーを多数展開していた。嫌五同様ナルシストな性格で、工場の一角に遺体を展示するよう遺言状に残している。一人称は「おれ」。つぼみの血で復活したものの、つぼみの業や二ノ前御前のように崇拝することには興味が無く、太陽たちにつぼみの命を支えている根と当主を全て打ち砕くよう伝えた後、つぼみに吸収された。

### 朝野家
朝野 太陽（あさの たいよう）
#夜桜家を参照。
朝野 日出（あさの ひで）
声 - 佐藤拓也
太陽の父。製薬会社勤務。気弱な性格だが、一生懸命な性格。享年39。
朝野 あかり（あさの あかり）
声 - 桑島法子
太陽の母。看護師。いつも明るく正義感が強い。
朝野 光（あさの ヒカル）
声 - 藤原夏海
太陽の弟。兄・太陽ととても仲が良い。

### スパイ関係者
たま屋（たまや）
声 - 岩澤俊樹
太陽の初任務の際、六美を狙っていた暗殺者。5月22日生まれ。
爆弾魔で、何度か対テロの破壊工作で協力を行っており、SNS中毒者であり、SNSで仕事の状況を投稿するのが特徴。太陽と凶一郎の機転によって爆弾の起動を停止させられた挙句自分の爆弾「線香花火」（たま屋の作った極小軽量小型爆弾）で自爆する結果となった。
花輪（はなわ）
人も運ぶ運送サービス「フラワー便」のスパイで、ハサミを武器に使う。太陽をさらった後に、人質を交換するという形で六美を誘拐する。様々な毒を調合したハサミで太陽を苦しめるが、最終的に倒され不敵な笑みを浮かべながら海に落下する。
フクロウ
声 - 手塚ヒロミチ
偽札製造会社に雇われた狙撃手。週刊スパイ春特大号口コミランキングスナイパー部門8位。太陽を撃ち、辛三の無力化を図るも太陽のアシストによって武器（フォーク）を手にした辛三によってあっさり倒された。
仏山 聖司（ほとけやま せいじ）
声 - 加瀬康之
小泉警察の刑事。凶一郎とは中学校の同級生で風紀委員長。無表情だが、虚を突かれると動揺して嘘が雑になる。右目を負傷しており、法で裁けない者を酷く憎んでいる。凶一郎からもらった情報で揺さぶりをかけ、太陽を試す形で取り調べを行った。
塩竹（しおだけ）
「悪握組」の組長。残忍な性格で背が低く弱そうに見えるも、嫌五に気づかれずに背後を取ることができる程の実力を持っている。身よりのないユカリを迎え入れ愛していた。政治家の情報が入っているUSBメモリーを嫌五に渡した後、逮捕される。
ユカリ
声 - 佐藤はな
塩竹の愛人。正体は政治家が送り込んだスパイ。塩竹と政府の板ばさみに苦しんでいた。任務が終われば政府に消されるため、彼女の知る中で一番腕の確かな嫌五に全てを明らかにして欲しいと依頼し、自決する。
梅（うめ）
塩竹の右腕。現在服役中。刀で何千回斬られ、更に銃で何百発撃たれても無傷という凄まじく頑強な男。
切崎 殺香（きりさき あやか）
声 - 伊瀬茉莉也
惚れた男にスパイ技術で粘着し、最後は命を奪う尾行と暗殺のプロで「男狩り」の二つ名で呼ばれるスパイの少女（なお、本人はこの呼び名を嫌がっている）。武器はあらゆる種類の毒を帯びた無数もの針。
生粋のヤンデレ。スパイ業界からは「彼女にしたくないスパイランキング」3年連続1位に選ばれている。太陽に一目惚れして執拗以上に付け狙うが、六美の人柄の良さに触れたことで彼女にも惚れ込み、重度のバイセクシャルに目覚めた。その後、夜桜家のメイドとして強引に居座るようになる。以降は執事室を借りて住んでいたが、夜桜夫婦の写真が増えすぎて1部屋分埋まったため、現在はもう1部屋借りて住んでいる。
技
地獄針（じごくばり）
人形針（にんぎょうばり）

鳩田 飛鳥（はとだ あすか）
声 - 石田彰
表向きは世界的玩具店にして、その実態は犯罪コンサル会社「ぽぽっぽ本舗」3代目社長を務める青年。常にフェニックスというインコらしき鳥を連れているが、十中八九おちょくられている。
弱冠14歳にして3代目社長に就任し、以後3年で売上を3倍にしたことから「経営の天才」とも呼ばれている。
代々裏社会において突出した人間を次々と輩出した夜桜家の10代目当主となる六美に目をつけ、あらゆる手段で六美を手に入れようと執拗に彼女をつけ回し、六美の傍にいる太陽を目の敵にしては取り乱してしまうことが多い。そのため、六美や太陽からは鬱陶しく思われており、凶一郎も自分と同等以上に六美を狙う飛鳥のことを目の敵にしている。

黒顔（くろがお）
声 - 堀秀行
表向きはアフロヘアーにサングラスなどの派手なファッションと英語を交えた奇抜な言動が特徴的な黒百合党の政治家「黒百合 義正（くろゆり よしまさ）」だが、その正体は元凄腕のスパイ。
かつて娘の百合を殺された復讐として暗躍している。太陽に真実を話そうとするも、何者かに暗殺される。

赤青黄（あかあおき）
声 - 藤澤奨
家族スパイランキング5位に選ばれている三つ子兄弟のスパイで、黒顔（黒百合）の右腕を務める。それぞれ数字の入ったマスクをつけている。
1のマスクをつけた「炎の赤」は放火やテロ工作専門、2のマスクをつけた「水の青」は人体からHDまで全てを斬る、3のマスクをつけた「雷（いかずち）の黄」はデータや脳をも改竄し破壊する。
技
三原色（ラーマ）

星降 月夜（ほしふる つきよ）
声 - 福山潤
スパイ協会の試験官。モノクルが特徴の爽やかな好青年で、月の模様が入った扇子が武器。ランクは銀級。
老若男女問わず手を出すスパイ界きってのプレイボーイと言われており、太陽に熱烈な片想いをしている。
「ウザキモスパイ」ランキングでは、2021年度、22年度で1位を取っており、毎年凶一郎と1位を取り合っている。

道端 草助（みちばた そうすけ）
太陽と六美のクラスメイトだが、陰キャで影が薄い。ヘッドバンドとマスクが特徴。
スパイ業界からは「すぐ消えそうな新人スパイランキング」で1位をとっており、大した能力もなく告白100連敗中で自分を「負け組スパイ」と言っており、太陽や他のスパイを「勝ち組スパイ」と呼び恨んでいる。影が薄いため「陽炎（かげろう）」を使い、姿を消せる（ただし、その能力を盗撮に利用しているため凶一郎からは「スパイ技術を乱用している」として目をつけられており、六美にも嫌な顔で引かれている）。その後、太陽と六美を水族館デートさせ2人を別れさせようとするが失敗。さらにちやほやされるためだけに太陽と六美の欠席理由まで暴露しかけるも太陽にバレてしまい、最終的に太陽のデコピンで気絶した。
技
陽炎（かげろう）
極限まで気配を消すことで、誰にも見えなくなる。
はっぴー
声 - 利根健太朗
フリーの殺し屋で、ピエロのような容姿をしている。パソコンからの遠隔操作で六美を襲おうとするが、粗悪なガス爆弾や周囲を巻き込む雑な計画が祟り、ゴリアテに逆探知され襲撃された。ホラゲー実況が趣味。
タマ
女盗賊。パスタファミリーを唆して1億円を強奪した上、草助を唆して逃亡を図るも、パスタファミリーに命を狙われる。その後草助に救われたのち、パスタファミリーに人質にされた草助を助け「ホントバカな男。でも私、バカは好きよ」と彼に言い残し、逃げて行った。
パスタファミリー
1億円を強奪したタマの命を狙うが、草助と太陽によって阻止された。ボスも草助を人質にとるもタマに倒された。
ケンヂ
中学1年生の少年スパイ。銅級。四怨の仕事仲間。ゲーム型ハッキングプログラム「ケダモノの森」を使いこなしている。情報収集と解析能力に長ける。両親に部屋に閉じ込められたところを太陽と四怨に救出された。
鉄男（てつお）・烈子（れつこ）
ケンヂの両親。銀級。2人とも筋骨隆々である。互いに仲がいい。太陽と四怨に懲らしめられ、改心した。

ちよ
声 - 佐藤はな
ちよもみんの店主で、97歳。夜桜京子とは顔見知りのようで、金級スパイである凶一郎と二刃が手紙を運んでいた。もともとは傭兵をやっており、37歳のときに寿退職した。常連客として二刃がいる。

地獄耳の宇佐（じごくみみのうさ）
裏ゴシップ誌「スパイデー」の記者であるスパイ。銅級スパイ。性別は女性。
取材のために銀級スパイ昇給試験を受験した際に太陽と出会い、第二次試験まで進んだ（なお、第二次試験で最初に通過したのも彼女である）。だが、最終試験で試験官の凶一郎にウサギ柄の毛糸のパンツを履いていることを指摘されたことで動揺し、脱落した。

### 金級スパイ
出雲 灰（いずも かい）
スパイ協会会長。凶一郎の中学校時代からの友人でもある。好物はばりばりせんべえ。
10歳の時に交通事故で両親と妹を失い、自身も脳に深い傷を負った影響で脳の感覚野が異常発達し、怒涛の情報が彼の知覚を襲うようになったことで、麻酔と安定剤、耳栓と度の合わないコンタクトでガードするようになった。唯一事情を知った凶一郎に誘われてスパイの世界に入り、その後（凶一郎に押し付けらる形で）スパイ協会会長に就任した。
凶一郎が失踪したことで助けを求めに訪れた太陽の目を見て事情を見抜き、太陽に凶一郎を救うには万花繚乱を携えて凶一郎と対峙するようアドバイスをした。
アレクサンド龍（アレクサンドりゅう）
闇週刊誌「スパイデー」の編集長の男性。筋肉質。辛三が大好き。刀奈（かたな）という娘がいる。
修羅（しゅら）
軍事複合体「あしゅらグループ」総帥・CEOの女性。銀級合格試験から二刃のことが大好き。
G（ギーガ）
自称「電脳大魔王」。普段はコンピュータ内の悪魔のようなアバターを使用。常に四怨をライバル視している。ある事故がきっかけで中身が小学生ということが判明。
虎狼（フーラン）
嫌五の師匠の女性。スパイ協会の元教師で、引退後は嫌五を最後の生徒として育て上げた。嫌五は虎狼に頭が上がらない。
Dr.もず
七悪に縁を切られている。旦と手を組んでいることが判明。
秋桜 こすもす（あきざくら こすもす）
女性。金級会議中も寝っぱなしであった。

### ヒナギク
不動 りん（ふどう りん）
声 - 朴璐美
ヒナギクの室長。眼帯をしている大柄な女性。
凶一郎・仏山と中学時代の同級生で、その当時から凶一郎とは犬猿の仲。六美のことは妹のように可愛がっている。
技
りんパンチ
強力なパンチ。凶一郎の鋼蜘蛛を破る強力さ。

蒼 翠（あおい すい）
声 - 内山昂輝
ヒナギクの班長の1人。冷静沈着な性格で、武器は刀を使用する。好物は美シイタケ。左耳に耳飾りをしている。
技
花踏み
散花
水仙式刀術・水中花

犬神 王牙（いぬがみ おうが）
声 - 濱野大輝
翠と共に行動しているヒナギクの副班長。近眼で眼鏡をかけている天然。嗅覚と聴覚に優れている。
秋風 薫（あきかぜ カオル）
声 - 玉井勇輝
喫茶ヒナギクのマスターでもある好好爺。
秋風 もみじ（あきかぜ もみじ）
声 - 河瀬茉希
薫を祖父に持つ。

### タンポポ
夜桜 つぼみ（よざくら つぼみ）
声 - ゆかな
タンポポの創設者であり、初代夜桜当主。容貌は六美と瓜二つであるが、六美が前髪の一房のみ白くなっているのに対し、つぼみの髪は反対に一部を除いて真っ白になっており、左半身からは無数の桜の枝と花が生えている。
夜桜当主として注目され崇められ弄ばれる日々を忌諱し、また後述の血の特性にも苦しめられる中、「タンポポのような普通の存在になりたい」と望むようになり、現在ではその願いのためならば自身の子孫すら犠牲にすると明言するほどになっていった。
歴代の当主とは異なり、つぼみの周囲の花は水を与えずとも枯れず、至近距離で小屋が吹き飛ぶ規模の爆発を受けても無傷であるほか、制限なく無限に血を分け与えることで不死身にすることも可能。その強力な血の力故につぼみ自身も苦しめられ、体を蝕む力と癒す力の拮抗により過去の記憶も思い出せなくなり、代わりに苦しみと怒りが増して次第に性格も歪んでいった。
軍によって長年幽閉されていた際、第二次世界大戦当時に日本政府から受けた密命のもと、夜桜の血の軍事利用のため皮下によって研究対象にされ、同時に夜桜と共に交流を深めていく中、政府の上層部を裁判から助けるために軍に敵国に譲渡されそうになるも皮下の薬品を使った爆発によって無傷で開放され、瀕死の夜桜に自身の血を分け与えて助けた後密かに島を脱出、その後タンポポを創設し、現在は何処かのアジトで巨大な桜の木に自身の顔が埋め込まれたような姿となっている。
良心
つぼみのもう1つの人格。現在のつぼみの人格が思い出せなくなった記憶を保有している。現在の人格が眠っている間に、皮下に自身の血を注入されたことで血桜に苦しむ太陽の頭に語り掛けて血桜を抑え込ませると同時に夢の中に入り込み、自分を殺してほしいこと、そのために過去の自分について記載されている「つぼみの書」の錠の開け方と現在の自分を知る皮下と対面するための銀級のスパイ免許証が必要であることを告げた。
銀級昇格の最終試験では、凶一郎の糸の結界に阻まれて落下する太陽の心の叫びに呼応して現れ、「万花繚乱」の力を呼び覚ました。

皮下（川下）真（かわした まこと）
声 - うえだゆうじ
表向きは医者で、皮下医院の院長として振る舞っているがその正体はタンポポの幹部。左首にタンポポのメンバーの証であるタトゥーが入っている。
夜桜の血統の力の源泉である「ソメイニン」の模倣品「葉桜」を開発し、タンポポのメンバーに投与することで強化を施している。かつて太陽一家を交通事故に見せかけて抹殺を謀った張本人でもある。
実はつぼみから血を分け与えられていることで不老となっており、更に開花「再生」を有している。白骨島での決戦では前述の能力で太陽を苦しめ、最終的にはソメイニンの暴走で怪物と化すも、夜桜家の合わせ技に敗北し拘束された。
その後、銀スパイとなった太陽につぼみのことについて尋問されるが、その矢先に百に始末されそうになる。自分の命が僅かであること、つぼみを倒すために万花繚乱の覚醒が必要であり、そのためにより多くのソメイニンが必要であること、自身がソメイニンの塊のようなものであることを太陽に伝え、自身を取り込むように促す。それを汲んだ太陽によって同化され、消滅した。表向きには尋問中に変死したことになっている。
シロ
タトゥーの位置は右目。現在は悪縛刑務所に収監されており、囚人達を大量虐殺した。仏山にコンクリートに叩き付けられ、情報を吐けと言われたが黙秘したためトドメを刺されかけたが、太陽に止められた。その後、太陽と仏山にタンポポと皮下に関する情報を伝えた。
ノウメン
声 - 松風雅也
高級ホテル「ダンディーライオン」のオーナー。名前の通り能面のような顔が特徴であり、オカマ口調で話す。趣味は料理とヨガ。「ソメイニン」を模造した「葉桜」によって太陽を危機に落としたが、辛三の手助けにより一時撤退をした。葉桜適合率10％。
山ちゃん
声 - 綿貫竜之介
犬派の葉桜部隊の隊長。葉桜適合率60％。六美の血で強化された太陽によって倒された。
技
虹花

ハクジャ / 白井 雪（しらい ゆき）
声 - 佐藤利奈
葉桜適合率100％で、タトゥーの位置は額。10年前は歩くことすらままならない病を患っていた。16歳の誕生日に日出とあかりから太陽のピアスをプレゼントされる。太陽との死闘の末、寿命（葉桜100％の負荷に人体が耐えられる上限は約10年）を迎えて細胞が破壊され頭髪が抜け落ち死亡した。遺体はミズキに回収された。
アイ
声 - 久野美咲
狼のような耳と尻尾を持つ少女で、葉桜によって大神犬（ゴリアテの犬種）とのキメラにされている。葉桜の出力効率は310%（6位）。タンポポのマークが入った首輪を身に着けている。手足を変形し太陽を始末しようとしたが、駆け付けた二刃とりんに阻まれる。
元は母子家庭の育ちで、母親からのひどい虐待に怯えながら暮らしていたが、母親はミズキによって骨をも残らず溶殺されたため、ミズキと皮下によって保護され、タンポポに入る。
その後はヒナギクに保護され、そのヒナギクも任務が多忙であることから、現在は夜桜家に居候している。
ミズキ
声 - 野島健児
2本の角と顔につぎはぎのある科学者風の男。葉桜の出力効率は466%（3位）。タトゥーの位置は左手。頭部を異形化させ毒を吐き出す｢亡者の舌｣で攻撃する。
かつて公害病で妻と娘を喪い、自分も死にかけていたところに皮下が現れ、タンポポに入る。その後、アイを虐待していた彼女の母親を殺害する形でアイを救った。
アカイ / 赤坂 ミキ（あかさか ミキ）
声 - 小清水亜美
顔には1本の角と体中には火傷の痕がある。葉桜適合率100％で出力は512%（1位）。タトゥーの位置は臍。
3年前は普通の女子高生だったが、放火魔に家を燃やされて両親と妹弟を失い、自身も虫の息の状態になる。その後、皮下により葉桜と妹弟の遺体を移植されて一命をとりとめ、放火犯をゆっくりと時間をかけて焼死させた。
アオヌマ / 青柳 涼（あおやなぎ りょう）
声 - 小林千晃
常時イヤーマフとマフラーと「ハコ婆」の形見の半纏を身につけている。葉桜の出力効率は366%（5位）。アオヌマが公園に住み着いてから2回目の冬にハコ婆がアオヌマを助けるために死亡。その数週間後に皮下がアオヌマの検診履歴を辿り、現れる。
嫌五の“開花”によりその過去を突きつけられ、人の温もりを思い出し戦意を喪失させる。
クロサワ / 黒田 善正（くろだ よしまさ）
筋肉の電気信号で形状を変えられる有機合金「黒陰石」で身体ができている。葉桜の出力効率は501%（2位）。タトゥーの位置は腰の右。
タンポポに入る前は死刑囚だった。死への恐怖心が極端に欠けており、容易く命に手をかける。
チャチャ
声 - 真殿光昭
丸くて大きいフォルムをしている。幼い頃より優れた頭脳を持っているが意思疎通が図れない上、障害のせいでそうは思われていなかったため、親にも放置されていた。葉桜の出力効率は398%（4位）。

### 学校関係者
田中（たなか）
サッカー部主将の3年生。六美にしつこく告白していたが、凶一郎に威迫されて以来は近づかなくなる。
白木 リサ（しらき リサ）
太陽と六美のクラスメイト。母親から貰ったピアスを大切にしている。
細田（ほそだ）
太陽と六美のクラスメイト。苗字とは裏腹に太っている。
剛田（ごうだ）
太陽と六美のクラスメイト。坊主頭。
北里 りんね（きたさと りんね）
声 - 南條愛乃
七悪のクラスメイトで、生物部部長。人間や哺乳類に興味がない女の子。七悪の暴走を見ても「変態」できるという独自の解釈で納得した。
堅井 律（かたい りつ）
不在がちの昼川（凶一郎）に代わり、太陽達の通う高校へ赴任してきた女性教師。生徒の私物を「不道徳で無教養な生徒を矯正する」という理由で没収・処分したり、六美の髪の白い部分を黒く染めるよう注意するなど厳格な教師で、前の学校もその厳しさで辞めさせられていた。六美の指輪を「堕落への第一歩」として没収するが、太陽の活躍によって指輪を奪還され、さらに没収していた他の私物も生徒のもとに戻された。1巻の130ページのおまけ漫画では、ゲームをしている生徒を注意するつもりが本人がゲームにハマるという、抜けた一面も見せている。
後に彼女が赴任してきた理由が、フラワー便が指輪の認証のセキュリティ情報を盗むため、指輪を一時的に孤立させるためであったことが明かされる（スパイ関係者だと足がつくため、当の堅井は一般人であり、そのことを知らずにいた）。
芥山（あくたやま）
現代文の担当。働き方改革の一環で休暇している。

### その他
人類絶滅し隊（じんるいデストロイしたい）
環境保護団体。「人間は地球の病原体」をスローガンに人や国の絶滅を目指す団体。ミサイルを仕入れ、国会議事堂に撃ち込むも太陽と四怨の計らいで阻まれる。
もっちー&ケンケン
声 - 広瀬ゆうき（もっちー）、藤澤奨（ケンケン）
カップルの殺し屋。密造銃職人の犯人。お互いとても体を寄せ合う程の仲（所謂バカップル）で嫉妬深く、大喧嘩をしてもすぐに仲直りして元のバカップルに戻る。
百合（ゆり）
声 - 羊宮妃那
黒顔の娘。数年前、黒顔を殺すために何者かが送ってきた爆弾により死亡。

## 用語
夜桜家
江戸時代の忍を起源とするスパイ一家。夜桜家の血を引く者は超人的な能力を持つのが特徴。だが、どの代にも必ず一人能力を持たない者（女性）が生まれ、能力を持つ者を産むことが可能なのは、兄弟姉妹の中でもその無能力の者のみであるため、その者が夜桜家当主となる決まり。彼女達は当主としての教育を受けつつ普通の人と同様常人として育つ。最低限の護身術は身に付けている。また家族間殺人禁止が家訓。夜桜の血を外に出さないために、結婚した相手は夜桜に入る決まりであり、結婚した者も前述の家訓に則り殺害禁止（太陽は、六美達に教わったこれを利用し凶一郎の殺意から逃れた）。結婚の際は「桜の指輪」を夫婦が持つことで年齢に関係なく結婚が成立する。
夜桜家の自宅は明治時代に建てられたものである。
朝野家
当初はただの一般家族と思われていたが、太陽の両親は凶一郎達の両親の披露宴に出席していたため、夜桜家と交流があったことが判明。太陽以外の家族は事故死。しかし黒顔から渡された光学保存体により「タンポポ」の手により狩桜峠で殺害されたということが発覚する。
ヒナギク
政府直属の諜報機関である、公務員スパイ集団。喫茶ヒナギクの地下300mに本部がある。
タンポポ
六美を狙い、太陽の家族と六美達の母・零を暗殺した組織。メンバーには身体のどこかにタンポポのマークであるタトゥーを入れている。
虹花
葉桜の適合率100%以上を誇るタンポポの幹部。
夜桜前線
成功率100%の家族総動員のコード。

### 武器などのスパイ道具
八重（やえ）
夜桜式電気銃。これを辛三が改造して、銃モードの「晴」と剣モードの「八重の弐・雨」の銃剣両用の武器にした。太陽愛用の武器である。
春雷（しゅんらい）
夜桜式電気銃大型零号機。複雑な作りと反動の大きさから、夜桜家で唯一辛三のみが撃てる。この銃を撃つと、晴れていても雷が落ちる。
鋼蜘蛛（はがねぐも）
凶一郎愛用の武器。コップを簡単に輪切りできるほど切れ味がよく、凶一郎ほどになると、鋼蜘蛛を使って人を操ることも可能になる。
鬱金（うこん）
数十種類からなる形状不定合金。水のような流動性と鋼のような硬度を併せ持ち、扱いが難しい。だが辛三ならば、数百種類の兵器を再現することも可能。
線香花火（せんこうはなび）
たま屋の小型爆弾。極小・軽量・高威力である。弱点として標的の体温で充電するため時間がかかることと、糸一本で停止できるほどの構造のシンプルさが挙げられる。

### その他
すもも
夜桜家所有の水陸両用車。天井部分にローターがあり、飛行もできる。
黒桜そば（こくおうそば）
夜桜家秘伝の高栄養食で、一大任務前に英気を養うために食べる伝統がある。食べると2、3日人相が悪くなる。（凶一郎は元々悪いので変化なし）

## 技一覧

### 夜桜家

#### 朝野太陽
開花は硬化。
螺旋時雨（らせんしぐれ）
八重を刀状にし、回転しながら切り刻んでいく。
天照（あまてらす）
刀を逆手に構え、一閃を繰り出す。など…色々ある。
昇竜（しょうろう）
タンポポのアジトにある扉の破壊の際に使われた技。下から上に斬撃を入れる。
迅雷（じんらい）
高威力な電気を放つ技。
陥雷（かんらい）
室内のイオンで落雷を作る技。
空露（からつゆ）
相手に急速に近づいて峰打ちを狙う技。
天照・乱（あまてらす・みだれざき）
つぼみの血が覚醒した太陽が放った技。
天幕（てんまく）
梅雨止め（つゆどめ）
マヒ弾。暴走した七悪を止めるために太陽が放った技。（七悪には効かなかった。）

#### 夜桜凶一郎
開花は「無」。
蜘蛛の大鞭（くものおおむち）
鋼蜘蛛を束ねて伸ばし、橋を切断した。
霧繭（きりまゆ）
鋼蜘蛛を透明にし、バリア状に張る。
凪風（なぎあらし）
鋼蜘蛛を円状にし撃ち放つ。
升吹（ますぶき）
鋼蜘蛛をひし形状にし撃ち放つ。
操童子（あやつりどうじ）
太陽が突撃する際、フォローするために使われた技。
つむじ
タンポポのアジトの扉の破壊の際に使われた技。
女神の巣（あらくね）
開花で高めた視力で辛うじて視えるほどまでにほぐした糸を織り込んで作った防御技。あらゆる攻撃や、毒ガスなどを防ぐ。
蜘蛛糸術 斑（くものいと まだら）
前方に糸で、四角いバリアのようなものを張り、攻撃を防ぐ。
空繭（うつまゆ）
無害な糸を全身に巡らせる。その糸はあらゆるものを通す。
黒糸（こくし）
鋼蜘蛛を解きほぐし無数に広げたあと、凶一郎の一手で全ての糸が刃となり広範囲に攻撃する。この技から逃れられる術は存在しない。そのため、つぼみの血で復活した夜桜歴代当主を全て滅ぼした。

#### 夜桜二刃
開花は包容。
春一番（はるいちばん）
葉桜部隊1000人を遠方まで投げ飛ばした技。これを使うと肩こりが酷くなる。
大春一番（おおはるいちばん）
開花・包容で手の中にため込んだ合気を一気に解放し、春一番以上の暴風を起こす技。
龍の花息吹（りゅうのはないぶき）
合気により、手から風を巻き起こす技。
桜流し（さくらながし）
合気により、相手の飛び道具を反射する。
玉藻（たまも）
合気により、周りの空気を操り、バリアをつくることで攻撃を防ぐ。
東風（こち）
合気により、相手を吹き飛ばす技。開花したアカイの細胞内の火種も吹き飛ばすほどの威力。
嵐鞘（あらしのさや）
エネルギーを包容する技。
沈風（じんぷう）
合気で周りの空気を操って、相手を動けなくする技。範囲が広い。
眠龍（ねむりう）
合気を物体の中に閉じ込めて、過冷却のような状態にする。
解風（かいふう）
白竜の型・青風（はくりゅうのかた・せいらん）
白竜・守護手 朝凪（はくりゅう・まもりて あさなぎ）

#### 夜桜辛三
開花は破壊。
百八鐘（ひゃくはっしょう）
鬱金をハンマー状にし、相手を何度も叩く。
天羽々斬（あめのはばぎり）
鬱金をハサミのような形にして、相手を切る。
隼人の盾（はやとのたて）
鬱金をマントのようにして、攻撃を防ぐ。
岩融（いわどおし）
鬱金を下に叩きつける技。
七弁刑（しちべんけい）
鬱金を沢山の武器に一度に変化させ、総攻撃する。
金剛両断（こんごうりょうだん）
鬱金を相手に向かって振り下ろす技。
大蛇輪（だいじゃりん）
鬱金を細長くし、相手を拘束して絞める。
隼人の檻（はやとのおり）
鬱金で相手を閉じ込める。

#### 夜桜四怨
開花は解析。

#### 夜桜嫌五
開花は共感。
大漁嫌五祭（スーパーケンゴフェスティバル）
ぽぽっぽ本舗が作ったバルーン人形「ケンゴちゃん」を大量に出す技。相手を撹乱することが可能。
炸裂嫌五（ハジケンゴ）
ケンゴちゃんを自爆させる技。
共振（シンクロ）
相手の戦意を喪失させ、戦闘不能にする。
どでか嫌五パンチ（どでかけんごパンチ）
ケンゴちゃん人形1000体を全て使い、巨大化した嫌五が百に操られた辛三に放った技。 シオケンフェティバル
　四怨と嫌五の攻撃

#### 夜桜七悪
開花は適応。
浄華（じょうか）
ソメイニンと免疫物質の結晶体を使って、自分の周りを解毒する。
白死（はくし）
神経毒を身体から出す。
清浄（せいじょう）
毒物を結晶化する。
柔風（やわらかぜ）
相手をリラックスさせる。

#### 夜桜万
開花は通過。
掴み所のない男（フォームレス）
開花により骨や細胞の流動性が増し、物理的に通れない隙間も通ることが可能にする技。
魔弾（エンドレス）
開花の能力を弾先に込めることで、すり抜ける力によって最低でも地下1000mまで下に弾を届かせることが可能になる技。あらゆる物を貫通する。
魔王弾（ダ・カーポ）
夜桜百と対面した際に放った技。ずっと先で百に受け止められているのにも関わらずその際に発生した突風で海が抉れるほど、凄まじい威力と破壊力を持つ。

#### 二ノ前御前
空風（からっかぜ）
木枯し（こがらし）
黒竜・重 黒南風（こくりゅう・かさね くろはえ）

## 書誌情報

### コミックス
- 権平ひつじ 「夜桜さんちの大作戦」 集英社〈ジャンプ コミックス〉、全29巻
  1. 「桜の指輪」2020年2月9日発行（2月4日発売[30][集 1]）、ISBN 978-4-08-882178-8
    - 『ジャンプGIGA』2019年SUMMER Vol.3掲載の2ページの短編も収録。

  2. 「デート」2020年4月8日発行（4月3日発売[集 2]）、ISBN 978-4-08-882243-3
  3. 「ヒナギク」2020年6月9日発行（6月4日発売[集 3]）、ISBN 978-4-08-882334-8
  4. 「浮気」2020年8月9日発行（8月4日発売[集 4]）、ISBN 978-4-08-882382-9
  5. 「タンポポ」2020年11月9日発行（11月4日発売[集 5]）、ISBN 978-4-08-882475-8
  6. 「夜桜の血」2021年1月9日発行（1月4日発売[集 6]）、ISBN 978-4-08-882532-8
  7. 「太陽のピアス」2021年3月9日発行（3月4日発売[集 7]）、ISBN 978-4-08-882579-3
  8. 「夜桜前線」2021年5月5日発行（4月30日発売[集 8]）、ISBN 978-4-08-882663-9
  9. 「種まき計画」2021年7月7日発行（7月2日発売[集 9]）、ISBN 978-4-08-882709-4
  10. 「作戦終了」2021年10月9日発行（10月4日発売[集 10]）、ISBN 978-4-08-882792-6
  11. 「スパイ昇給試験」2022年1月9日発行（1月4日発売[集 11]）、ISBN 978-4-08-883009-4
  12. 「新しい桜」2022年3月9日発行（3月4日発売[集 12]）、ISBN 978-4-08-883038-4
  13. 「旧夜桜邸にて」2022年6月8日発行（6月3日発売[集 13]）、ISBN 978-4-08-883143-5
  14. 「凶一郎の消失」2022年9月7日発行（9月2日発売[集 14]）、ISBN 978-4-08-883227-2
  15. 「凶一郎VS夜桜姉弟」2022年11月9日発行（11月4日発売[集 15]）、ISBN 978-4-08-883288-3
  16. 「金級会議」2023年1月9日発行（1月4日発売[集 16]）、ISBN 978-4-08-883420-7
  17. 「姉妹奪還作戦開始」2023年4月9日発行（4月4日発売[集 17]）、ISBN 978-4-08-883448-1
  18. 「無」2023年7月9日発行（7月4日発売[集 18]）、ISBN 978-4-08-883567-9
  19. 「旦」2023年9月9日発行（9月4日発売[集 19]）、ISBN 978-4-08-883667-6
  20. 「夜桜さんちの大作戦」2023年11月7日発行（11月2日発売[集 20]）、ISBN 978-4-08-883748-2
  21. 「ひふみVS二刃おばちゃん」2024年1月9日発行（1月4日発売[集 21]）、ISBN 978-4-08-883794-9
  22. 「七悪ダンジョン」2024年3月9日発行（3月4日発売[集 22]）、ISBN 978-4-08-883845-8
  23. 「夜桜太陽VSアレクサンド龍」2024年4月9日発行（4月4日発売[集 23]）、ISBN 978-4-08-884002-4
  24. 「第二次夜桜前線」2024年6月9日発行（6月4日発売[集 24]）、ISBN 978-4-08-884119-9
  25. 「ひふみVS凶一郎」2024年8月7日発行（8月2日発売[集 25]）、ISBN 978-4-08-884134-2
  26. 「太陽と旦」2024年10月9日発行（10月4日発売[集 26]）、ISBN 978-4-08-884212-7
  27. 「旦の計画」2024年12月9日発行（12月4日発売[集 27]）、ISBN 978-4-08-884354-4
  28. 「10代目夜桜夫婦」2025年2月9日発行（2月4日発売[集 28]）、ISBN 978-4-08-884432-9
  29. 「今日も夜桜さんちは大作戦」2025年3月9日発行（3月4日発売[集 29]）、ISBN 978-4-08-884435-0

### 小説
- 原作：権平ひつじ / 小説：電気泳動、集英社〈ジャンプ ジェイ ブックス〉
  - 『夜桜さんちの大作戦 夜桜家観察日記』 2023年7月4日発売[31][32]、ISBN 978-4-08-703536-0
  - 『夜桜さんちの大作戦 おるすばん大作戦編』 2024年4月4日発売[33]、ISBN 978-4-08-703545-2
  - 『夜桜さんちの大作戦 ひふみとあるふぁの成長記録編』 2025年3月4日発売[34]、ISBN 978-4-08-703556-8

## ボイスコミック
集英社のボイスコミック「ボイスコミック」として、YouTubeのジャンプチャンネルにて2020年12月31日以降順次配信。

## ボイスドラマ
2021年10月に単行本の世界累計発行部数が100万部を突破した記念として開催された「夜桜さんちの大作戦―秋の夜桜強化月間―」の一環として順次公開。ボイスコミックからキャストは一新された。

## 公式MV
「DA・DA・DA・DA・I・SA・KU・SEN」 作詞・作曲：近藤圭一

## テレビアニメ
第1期は2024年4月から10月にかけて毎日放送・TBS系列『日5』枠ほかにて連続2クールで放送された。
第2期は第1期終了後に製作が発表された。2026年より放送予定。

### スタッフ
- 原作 - 権平ひつじ[5]
- 監督・シリーズ構成 - 湊未來[40]
- キャラクターデザイン - 髙橋瑞紀[40]
- プロップデザイン - レコメンデーション
- 美術監督 - 中原英統[40]
- 色彩設計 - 山口真奈美[40]
- 撮影監督 - 佐藤敦[40]
- 3D監督 - 遠藤誠[40]
- 編集 - 近藤勇二[40]
- 音響監督 - 鐘江徹[40]
- 音楽 - 藤本コウジ、ササキオサム[40]
- 音楽プロデューサー - 金子逸人
- チーフプロデューサー - 髙橋和彰、前田俊博、鈴木寿広、藤尾明史、金子逸人、福井洋平
- プロデューサー - 尾崎源太、青井宏之、伊藤涉太、古賀郁美、杉浦美沙紀
- アニメーションプロデューサー - 清水優人
- アニメーション制作 - SILVER LINK.[4]
- 製作 - 夜桜さんちの大作戦製作委員会[41]（NBCユニバーサル・エンターテインメント、MBS、ジェイアール東日本企画、集英社、SILVER LINK.、ぴえろ）

### 主題歌・挿入歌
「運命ちゃん」
いきものがかりによる第1期第1クールオープニングテーマ。作詞は水野良樹、作曲は水野良樹と蔦谷好位置 (agehasprings)、編曲はKOHD (agehasprings)と蔦谷好位置 (agehasprings)。
「fam!」
CHiCOによる第1期第1クールエンディングテーマ。作詞・作曲はaio、編曲はaioとhiroo。
「Secret Operation」
fripSide feat. Yoshino Nanjoによる第1期第2クールオープニングテーマ。作詞・作曲は八木沼悟志、編曲は八木沼悟志、齋藤真也。
「結婚行進曲」
ASOBI同盟による第1期第2クールエンディングテーマ。作詞は雨曇、田中輝、作曲・編曲は雨曇。
「マジカル☆ぴょん デストロイ♥」
四怨（悠木碧）による第1期挿入歌。作詞は星野七海、作曲は藤本コウジ、編曲は角谷和俊、エンジニアは近藤麻衣。
「紅桜」
辛三（興津和幸）による第1期挿入歌。作詞は興津、作曲は藤本コウジ、編曲は角谷和俊、エンジニアは近藤麻衣。

### 各話リスト
| 作戦1  | 桜の指輪                     | 湊未來     | 湊未來          | 湊未來     | 髙橋瑞紀 北島勇樹 西田美弥子 蔣杭岑 劉華叡 韓卉 劉亞蘭 秦詩雨 彭麗穎 Fincrossed | 髙橋瑞紀                                     | 2024年 4月7日 |
| 作戦2  | 夜桜の命                     | 湊未來     | 中津川孝広      | 中津川孝広 | 近藤律子 佐々木睦美 桐山染利 井本美穂 | 髙橋瑞紀                                     | 4月14日       |
| 作戦3  | 気持ち                       | 星野七海   | 細田雅弘        | 細田雅弘   | 直木祥子 寿夢龍 久松沙紀 叶昌 薛雨欣 徐晨寅 林子葉 スタジオセンツル | 髙橋瑞紀 平田和也 佐々木睦美                 | 4月21日       |
| 作戦4  | 嫌五/辛三                    | 星野七海   | 吉川博明        | 大内大和   | 渡邊亜彩美 堤谷典子 渡辺優奈 足立明日美 | 渡邊亜彩美 堤谷典子                          | 4月28日       |
| 作戦5  | 取り調べ/デート              | 西久保明良 | 田村正文        | 中津川孝広 | 中津川孝広 西田美弥子 北島勇樹 久松沙紀 VISTA スタジオセンツル | 髙橋瑞紀 平田和也                            | 5月5日        |
| 作戦6  | バグ                         | 西久保明良 | 湊未來          | 湊未來     | 佐々木睦美 堤谷典子 近藤律子 井本美穂 渡辺優奈 足立明日美 桐山染利 | 佐々木睦美 渡邊亜彩美                        | 5月12日       |
| 作戦7  | 公務員スパイ                 | 下山健人   | 吉川博明        | 西本光咲   | Mitsuki 劉華叡 糜尭雨 賀娜 蔣杭岑 韓卉 劉亞蘭 秦詩雨 彭麗穎 大野薫野 杭州神在动画 Fincrossed studio | 髙橋瑞紀 平田和也                            | 5月19日       |
| 作戦8  | 黒百合党                     | 下山健人   | 吉川博明        | 江島泰男   | 大暴龙 周文龍 趙小川 阿菁 過燦 徐闖 Triple A 拾月動画 | 髙橋瑞紀 平田和也                            | 5月26日       |
| 作戦9  | 黒百合の花言葉               | 下山健人   | 吉川博明        | 大宮一仁   | 田中日香里 朱イハン 黄洋 李飛鵬 加藤真人 重國浩子 富山大輔 日影工房 | 直木祥子                                     | 6月2日        |
| 作戦10 | 夜桜家のメイド/浮気          | 横手美智子 | 湊未來          | 湊未來     | 若山政志 寿夢龍 久松沙紀 和田祐二 權容祥 前田義宏 別所正直 下出麻以 | 髙橋瑞紀 平田和也                            | 6月9日        |
| 作戦11 | 夜桜の怪談/スパイ免許証      | 西久保明良 | 中津川孝広      | 中津川孝広 | 中津川孝広 直木祥子 工藤公聖 松井京介 谢鑫 陳亮 杜衛峰 魏旭龍 廖元慶 徐易 岩田美香 沈益智 小螺 符腾 朱宏禹 スタジオセンツル | 髙橋瑞紀 平田和也                            | 6月16日       |
| 作戦12 | プリズン・ジジイ・ブレイク   | 星野七海   | 井上圭介        | 細田雅弘   | 權容祥 武志鵬 アゼータ・ピクチャーズ | 髙橋瑞紀 平田和也                            | 6月23日       |
| 作戦13 | タンポポ                     | 下山健人   | 湊未來          | 西本光咲   | 北島勇樹 大野薫野 王志航 文悉达 徐鈞晓 王玮璐 黄成 杜衛峰 蔣杭岑 胡雲涛 趙昱惠 廖菲 王康 Studio PAPER CRANES Fusion Studio | 髙橋瑞紀 平田和也                            | 6月30日       |
| 作戦14 | 目指せスイートルーム         | 下山健人   | 沖田宮奈        | 大内大和   | 前嶋弘史 西田美弥子 和田祐二 權容祥 金澤龍 谢鑫 岩田美香 葵葵 朱兵扬 徐桢 陈彦璋 潘龙 丘 アゼータ・ピクチャーズ 育松アニメーション制作 BEEP | 髙橋瑞紀 平田和也                            | 7月7日        |
| 作戦15 | 夜桜の血                     | 下山健人   | 岩畑剛一        | 大宮一仁   | 田中日香里 黄洋 李飛鵬 照屋朋美 陳雅琦 宮垣あやの 劉暁宇 王佳欣 黄 何烨 秦诗雨 韩卉 孙恒睿 罗文倩 苏州七彩色扇贝动漫科技有限公司 Amphibi | 髙橋瑞紀 平田和也                            | 7月14日       |
| 作戦16 | 庭掃除                       | 下山健人   | 岩畑剛一        | 湊未來     | 松井京介 和田祐二 久松沙紀 櫻井拓郎 北島勇樹 月海充 崔慶碩 岩田美香 高松アニメーション制作 Fusion Studio Fincrossed studio STUDIO CL Triple A BEEP | 髙橋瑞紀 澤入祐樹 平田和也                   | 7月21日       |
| 作戦17 | 七悪のくすり                 | 西久保明良 | 中津川孝広      | 中津川孝広 | 過灿 猪猪 阿菁 徐小山 Triple A | 髙橋瑞紀 澤入祐樹 平田和也                   | 7月28日       |
| 作戦18 | 夜桜温泉物語                 | 湊未來     | 小野学          | 湊未來     | 北島勇樹 和田祐二 月海充 直木祥子 清水椋大 藤彩七 遠藤里蘭 とのはち 熊井野乃 江島あかり 齋花 田倉佳乃 竹内寛 懸田扇子 北村美岬 高橋茉奈 西原千晶 小林タマミ 祥果 奏相子 蔣杭岑 胡雲涛 趙昱恵 廖菲 王康 Fusion Studio 育松アニメーション Studio PAPER CRANES Triple A BEEP | 髙橋瑞紀 澤入祐樹 平田和也                   | 8月4日        |
| 作戦19 | タンポポという薬             | 星野七海   | 竹澤清貴        | 大内大和   | 北島勇樹 西田美弥子 久松沙紀 大野薰野 岩田美香 崔慶碩 過灿 徐小山 猪猪 无锡市樱花卡通有限公司 拾月動画 杭州神在 | 髙橋瑞紀 澤入祐樹 平田和也                   | 8月11日       |
| 作戦20 | 太陽のピアス                 | 星野七海   | 髙木啓明        | 髙木啓明   | 髙木啓明 武志鵬 星野美波 澤入祐樹 近響子 歩宇 | 髙橋瑞紀 平田和也                            | 8月18日       |
| 作戦21 | 夜桜前線/開花                | 森江美咲   | 合田圭佑        | 雄谷将仁   | 阿菁 猪猪 徐小山 過灿 趙小川 徐超 陳玲玲 蒋海華 拾月動画 Triple A | 髙橋瑞紀 平田和也 澤入祐樹 山吉一幸          | 8月25日       |
| 作戦22 | お花見                       | 星野七海   | 山本秀世        | 大内大和   | 山下詩織 和田祐二 西田美弥子 月海充 築山翔太 權容祥 遠藤里蘭 藤彩七 竹内寛 江島あかり とのはち 北村美岬 川本和隆 西原千晶 祥果 齋花 葉子林 廖菲 胡雲涛 赵煜恵 楊振宇 捨月動画 BEEP Triple A                                                                               | 髙橋瑞紀 平田和也 澤入祐樹 山吉一幸 直木祥子 | 9月1日        |
| 作戦23 | 東風/武器                    | 横手美智子 | 岩畑剛一        | 中津川孝広 | 中津川孝広 北島勇樹 久松沙紀 築山翔太 臼田美夫 岩田美香 猪猪 徐小山 過灿 钱进一 李鑫源 无锡市樱花卡通有限公司 Triple A Fusion Studio 育松アニメーション 杭州神在動画 へばらぎ RadPlus Fincrossed studio                                                                   | 髙橋瑞紀 平田和也 澤入祐樹 山吉一幸          | 9月8日        |
| 作戦24 | 四怨&嫌五VSチャチャ&アオヌマ | 横手美智子 | 湊未來 岩畑剛一 | 大内大和   | 大槻南雄 黒井知宝 BEEP 4tune Triple A 暁・火鳥動画制作集団 スタジオミュウ | 髙橋瑞紀 平田和也 澤入祐樹                   | 9月15日       |
| 作戦25 | アイとミズキ                 | 下山健人   | 山本秀世        | 門田英彦   | 錦戸未奈 森林恵 BEEP 4tune ワン・オーダー GKセールス RadPlus Triple A シード 暁・火鳥動画制作集団 リバイバル BigOwl | 髙橋瑞紀 平田和也 澤入祐樹 山吉一幸          | 9月22日       |
| 作戦26 | 旧い血                       | 下山健人   | 沖田宮奈        | 湊未來     | 大槻南雄 北島勇樹 前嶋弘史 和田雄二 葉子林 廖菲 胡雲涛 赵煜恵 楊振守 育松アニメーション 青島マルスアニメーション アゼータ・ピクチャーズ Triple A Finicrossed | 髙橋瑞紀 平田和也 澤入祐樹 山吉一幸          | 9月29日       |
| 作戦27 | 作戦終了/披露宴              | 下山健人   | 沖田宮奈        | 中津川孝広 | 大槻南雄 koto 築山翔太 臼田美夫 无锡市樱花卡通有限公司 Triple A | 髙橋瑞紀 平田和也 山吉一幸 澤入祐樹          | 10月6日       |

### 放送局
| 放送期間               | 放送時間           | 放送局                                           | 対象地域・備考                    |
| ---------------------- | ------------------ | ------------------------------------------------ | --------------------------------- |
| 2024年4月7日 - 10月6日 | 日曜 17:00 - 17:30 | 毎日放送（製作参加）をはじめとする TBS系列全28局 | 日本国内 連動データ放送 『日5』枠 |
| 2024年4月8日 - 10月7日 | 月曜 22:30 - 23:00 | BS日テレ                                         | BS放送 『アニメにむちゅ〜』枠     |
| 2024年4月9日 - 10月8日 | 火曜 22:00 - 22:30 | AT-X                                             | CS放送 リピート放送あり           |
| 全局で字幕放送を実施。 |                    |                                                  |                                   |

| 配信開始日    | 配信時間                   | 配信サイト |
| ------------- | -------------------------- | --- |
| 2024年4月7日  | 日曜 17:30 更新            | Amazon Prime Video Netflix |
| 2024年4月10日 | 水曜 17:30 更新            | ニコニコチャンネル |
|               | 水曜 17:30 以降順次更新    | アニメタイムズ アニメ放題 auスマートパスプレミアム バンダイチャンネル dアニメストア DMM TV FOD Hulu Lemino MBS動画イズム milplus TELASA TVer U-NEXT HAPPY!動画 J:COM STREAM |
|               | 水曜 23:30 - 木曜 0:00     | ABEMA |
| 2024年4月11日 | 木曜 0:00（水曜深夜） 更新 | ABEMAビデオ |

### BD / DVD
| 巻 | 発売日         | 収録話          | 規格品番  | 規格品番  |
| 巻 | 発売日         | 収録話          | BD        | DVD       |
| -- | -------------- | --------------- | --------- | --------- |
| 1  | 2024年6月28日  | 第1話 - 第4話   | GNXA-2521 | GNBA-2921 |
| 2  | 2024年7月26日  | 第5話 - 第8話   | GNXA-2522 | GNBA-2922 |
| 3  | 2024年8月30日  | 第9話 - 第12話  | GNXA-2523 | GNBA-2923 |
| 4  | 2024年9月27日  | 第13話 - 第17話 | GNXA-2524 | GNBA-2924 |
| 5  | 2024年10月25日 | 第18話 - 第22話 | GNXA-2525 | GNBA-2925 |
| 6  | 2024年11月29日 | 第23話 - 第27話 | GNXA-2526 | GNBA-2926 |

### 短編アニメ
『夜桜さんちのミニ作戦』は、YouTube「NBCUniversal Anime/Music」チャンネルおよび「ジャンプチャンネル」にて配信されている短編アニメ。2024年4月11日から10月10日にかけては毎週木曜19時に更新が行われた。
スタッフ（短編アニメ）
- 原作 - 権平ひつじ
- 監督 - 轟おうる
- 脚本 - 星野七海
- 音響監督 - 鐘江徹
- 音楽 - 藤本コウジ、ササキオサム
- プロデューサー - 金子逸人、清水優人
- アニメーションプロデューサー - 谷洋一郎
- アニメーション制作 - DLE
- 製作 - 夜桜さんちの大作戦製作委員会

挿入歌（短編アニメ）
「Love Forever」
夜桜凶一郎（小西克幸）による挿入歌。作詞は星野七海、作曲は藤本コウジ、編曲は角谷和俊。
各話リスト（短編アニメ）
| 話数        | サブタイトル                     | 演出       | 作画         | 初配信日       |
| ----------- | -------------------------------- | ---------- | ------------ | -------------- |
| さくせん1   | 夜桜家の婿入り                   | 轟おうる   | 齋藤晃弘     | 2024年 4月11日 |
| さくせん2   | ゴリアテとドライブ               | 轟おうる   | 齋藤晃弘     | 4月18日        |
| さくせん3   | スパルタ長女                     | 轟おうる   | 山脇光太郎   | 4月25日        |
| さくせん4   | 頑張れ！辛三先生                 | 狸桔かずほ | 齋藤晃弘     | 5月2日         |
| さくせん5   | お洒落番長ゴリアテ               | 轟おうる   | 齋藤晃弘     | 5月9日         |
| さくせん6   | 四怨のゲーム部屋                 | 轟おうる   | 齋藤晃弘     | 5月16日        |
| さくせん7   | 末っ子に懐かれた                 | 狸桔かずほ | 山脇光太郎   | 5月23日        |
| さくせん8   | ラブストーリーは…                | 狸桔かずほ | 柿木直子     | 5月30日        |
| さくせん9   | 太陽のいない夜桜家の食卓         | 山脇光太郎 | デジアール   | 6月6日         |
| さくせん10A | 昼ドラは蜜の味                   | 狸桔かずほ | 和泉成彦     | 6月13日        |
| さくせん10B | ラブ♡コール                      | 狸桔かずほ | 山脇光太郎   | 6月14日        |
| さくせん11  | あなたの推しとコラボカフェ       | 狸桔かずほ | 柿木直子     | 6月20日        |
| さくせん12  | よかったら遊ばない？             | 野中勇希   | 和泉成彦     | 6月27日        |
| さくせん13  | 図書館ではお静かに               | 野中勇希   | 弘田マサユキ | 7月4日         |
| さくせん14  | ノウメンに好きなタイプ聞いてみた | 山脇光太郎 | 山脇光太郎   | 7月11日        |
| さくせん15  | 可愛いは正義                     | 山脇光太郎 | 柿木直子     | 7月18日        |
| さくせん16  | 目指せ歌姫                       | 山脇光太郎 | 弘田マサユキ | 7月25日        |
| さくせん17  | お弁当届けに来たよ！             | 山脇光太郎 | 山脇光太郎   | 8月1日         |
| さくせん18  | 男湯と女湯                       | 山脇光太郎 | 柿木直子     | 8月8日         |
| さくせん19  | タンポポマークにご注意を         | 山脇光太郎 | デジアール   | 8月15日        |
| さくせん20  | 下戸と酒飲み                     | 山脇光太郎 | 和泉成彦     | 8月22日        |
| さくせん21  | 鍋パ                             | 山脇光太郎 | 和泉成彦     | 8月29日        |
| さくせん22  | love forever                     | 山脇光太郎 | 山脇光太郎   | 9月5日         |
| さくせん23  | ○○しないと出られない部屋         | 野中勇希   | 和泉成彦     | 9月12日        |
| さくせん24  | 若気の至り                       | 野中勇希   | 和泉成彦     | 9月19日        |
| さくせん25  | いつも心は清く美しく             | 野中勇希   | 和泉成彦     | 9月26日        |
| さくせん26  | ハイレベル・ミッション           | 野中勇希   | 和泉成彦     | 10月3日        |
| さくせん27  | 夜桜家の日常                     | 野中勇希   | 和泉成彦     | 10月10日       |

### Webラジオ
朝野太陽役の川島零士と夜桜六美役の本渡楓によるWebラジオ『夜桜さんちの大作戦〜SPYDAY RADIO〜』が、2024年4月14日から10月6日までYouTube「NBCUniversal Anime/Music」チャンネルおよび音泉にて毎週日曜17時30分に配信された。
| 毎日放送・TBS系列 日5                   | 毎日放送・TBS系列 日5        | 毎日放送・TBS系列 日5                   |
| 前番組                                  | 番組名                       | 次番組                                  |
| --------------------------------------- | ---------------------------- | --------------------------------------- |
| シャングリラ・フロンティア (1st season) | 夜桜さんちの大作戦 （第1期） | シャングリラ・フロンティア (2nd season) |